# Korawich Tasa
Korawich Tasa (Thai: กรวิชญ์ ทะสา; * 7. April 2000 in Khon Kaen), auch als Sun (Thai: ซัน) bekannt, ist ein thailändischer Fußballspieler.

## Karriere

### Verein
Korawich Tasa erlernte das Fußballspielen in der Jugendabteilung von Muangthong United. Hier unterschrieb er 2018 auch seinen ersten Vertrag. Der Verein aus Pak Kret, einem Vorort der Hauptstadt Bangkok, spielte in der ersten Liga, der Thai League. 2018 wurde er an den Drittligisten Bangkok FC sowie an den Erstligisten Ubon UMT United ausgeliehen. Für den Erstligisten aus Ubon Ratchathani bestritt er acht Erstligaspiele. Von 2019 bis Ende 2022 spielte er 54-mal für SCG in der ersten Liga. Nach der Hinrunde 2022/23 wechselte er im Dezember 2022 zum ebenfalls in der ersten Liga spielenden BG Pathum United FC. Am 20. Mai 2023 stand BG das Endspiel des Thai League Cup. Das Finale wurde gegen Buriram United mit 2:0 verloren. Für BG bestritt er acht Erstligaspiele. Im Sommer 2023 wurde sein Vertrag nicht verlängert. Der Erstligist Ratchaburi FC aus Ratchaburi nahm ihn im Juni 2023 unter Vertrag. Für den Verein bestritt er 21 Ligaspiele. Nach einer Spielzeit kehrte er im August 2024 zu seinem ehemaligen Verein Muangthong United zurück. Am 24. Mai 2025 stand er mit Muangthong im Finale des FA Cups, das man mit 3:2 gegen den Meister Buriram United verlor.

### Nationalmannschaft
Von 2015 bis 2016 lief er zehnmal für die U16-Nationalmannschaft auf. 2017 bis 2018 trug er 13-mal das Trikot der U19-Nationalmannschaft. Für die U21 stand er 2018 dreimal auf dem Spielfeld. viermel stand er 2019 für die U23 auf dem Platz.

## Erfolge

### Verein
BG Pathum United FC
- Thailändischer Ligapokalfinalist: 2022/23

Muangthong United
- Thailändischer Pokalfinalist: 2024/25

### Nationalmannschaft
Thailand U-16
- AFF U16 Youth Championship: 2015